# Faramea chiapensis
Faramea chiapensis är en måreväxtart som beskrevs av Attila L. Borhidi. Faramea chiapensis ingår i släktet Faramea och familjen måreväxter. Inga underarter finns listade i Catalogue of Life.